# Bihastina aurantiaca
Bihastina aurantiaca es una especie de polilla perteneciente a la familia Geometridae, descrita por primera vez por Louis Beethoven Prout en 1926 con distribución endémica en Nueva Guinea Occidental. El sintipo fue un espécimen femenino descrito an el monte Goliath, en el corazón de la entonces Nueva Guinea neerlandesa La especie se ha encontrado a altitudes entre 500 a 7000 pies (152,4 a 2133,6 m) sobre el nivel del mar.